# 基思·哈特利
基思·哈特利（英語：Keith Hartley，1940年10月15日—），生于温哥华，加拿大男子篮球运动员。他曾随加拿大国家队参加1964年夏季奥运会男子篮球比赛，结果获得第十四名。